# 川根小山站

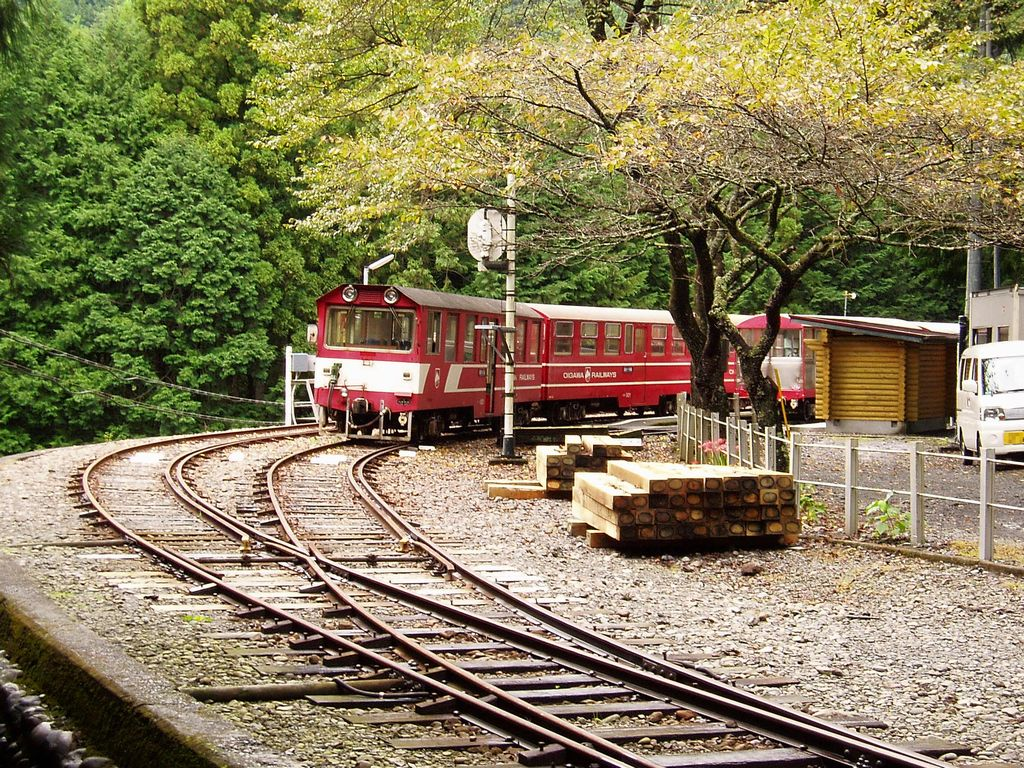
車站全景(2007年10月)

川根小山站（日语：／ Kawane-Koyama eki */?）是位於靜岡縣榛原郡川根本町奧泉字小山，屬於大井川鐵道的井川線車站。

## 歷史
- 1959年（昭和34年）8月1日 - 車站啟用。

## 車站構造
此站是地面車站，設有2面2線的相對式月台，可進行列車交會。此站是無人車站。

## 車站周邊
車站附近相乎沒有民居，除了定期使用者和遊客外，只有一位老婦人使用。車站位於小山地區內，為大井川建設前個水力發電站的地方。
- 大井川
- 小山吊橋

## 相鄰車站
大井川鐵道
井川線
土本－川根小山－奧泉

## 注腳
1. ↑  東京電視台於2017/09/22播映的節目中提及

## 外部連結
- 大井川鐵道 （页面存档备份，存于）（日語）